# Castlelost Castle
Castlelost Castle (irisch Caisleán Loiste) ist eine Burgruine nördlich von Rochfortbridge im County Westmeath, Irland. Die Burg stammt aus der Zeit um 1170, d. h. der normannischen Invasion Irlands. Die einzigen erhalten Reste sind die Ruine des Turmgebäudes und Reste eines kleinen Burggrabens.